# Thomas van Wanrooij
Thomas van Wanrooij (Rotterdam, 20 november 2002) is een Nederlandse para-zwemmer deelname aan de Paralympische spelen 2020 en Paralympische spelen 2024. Waarbij van Wanrooij Paralympisch brons in tokio won en wereldkampioen op de 100 meter rugslag.

## Loopbaan
Van Waanrooij is visuelbeperkt geboren. Tijdens de paralympische talentendag in 2015 is van Waanrooij in aanmerking gekomen met de Zwemsport. 
Tijdens zijn eerste grote zwemtoernooi zwom van Wanrooij het wereldkampioenschap in Londen. 

## Resultaten[1]

### Paralympische Spelen
| Jaar | Plaats | S13 100 meter rugslag | S13 100 meter schoolslag | SM13 200 meter wisselslag |
| ---- | ------ | --------------------- | ------------------------ | ------------------------- |
| 2020 | Tokio  | 5                     | 6                        | Brons                     |
| 2024 | Parijs | 4                     | 7                        | 5                         |

### Wereldkampioenschap
| Jaar | Plaats     | S13 100 meter vrije slag | S13 100 meter rugslag | S13 100 meter schoolslag | SM13 200 meter wisselslag |
| ---- | ---------- | ------------------------ | --------------------- | ------------------------ | ------------------------- |
| 2019 | Londen     |                          |                       | 5                        | 4                         |
| 2022 | Funchal    | 6                        | Zilver                | Brons                    | Brons                     |
| 2023 | Manchester | 6                        | Goud                  |                          | Zilver                    |

### Europees kampioenschap
| Jaar | Plaats  | S13 50 meter vrije slag | S13 100 meter rugslag | S13 100 meter schoolslag | SM13 200 meter wisselslag |
| ---- | ------- | ----------------------- | --------------------- | ------------------------ | ------------------------- |
| 2024 | Funchal | 11                      | Brons                 | Zilver                   | 4                         |

## Onderscheidingen
- Rotterdams paralympiër van het jaar: 2022[2]